# 永島福太郎
永島 福太郎（ながしま ふくたろう、1912年12月22日 - 2008年8月19日）は、日本の歴史学者。関西学院大学名誉教授。

## 経歴
栃木県佐野市富士町生れ。旧制佐野中学校卒業。1934年國學院大學国史学科卒業。卒業論文は「大和守護職として観たる興福寺没落過程の研究」。東京大学史料編纂所員、奈良県立奈良高等学校教諭などを経て、1954年から関西学院大学に勤務し、その後教授まで昇任。1981年定年退職。名誉教授。立命館大学日本史学科講師を20年間務める。禅文化研究所学術顧問、奈良県立橿原考古学研究所研究顧問・野村美術館理事・北村美術館評議員・今西家保存会理事・今日庵文庫研究員。小堀遠州顕彰会評議員。1960年に「中世畿内における都市の発達」により、関西学院大学から文学博士の学位を授与される。

## 著書
- 奈良文化の伝流 中央公論社 1944 (畝傍史学叢書)
- 春日社家日記 鎌倉期社会の一断面 高桐書院 1947 (国民生活記録叢書)
- 中世文芸の源流 河原書店 1948
- 中世の民衆と文化 創元社 1956 (創元歴史選書)
- 一条兼良 吉川弘文館 1959 (人物叢書)　
  - （新装版）1988　ISBN　9784642051415
  - （オンデマンド版） 2021 ISBN　9784642751414
- 豊山前史 長谷寺 1963
- 奈良 吉川弘文館 1963 (日本歴史叢書) ISBN　9784642066341
- 百人の書蹟 古文書入門 淡交新社 1965
- 応仁の乱 至文堂 1968 (日本歴史新書)
- 茶の古典 淡交社 1969 (茶の湯ライブラリー)
- 奈良県の歴史 山川出版社 1971 (県史シリーズ)
- 中世文化人の記録 茶会記の世界 淡交社 1972 (淡交選書)
- 茶道文化論集 淡交社 1982.12
- 利休の茶湯大成 続茶道文化論集 淡交社 1993.4
- 古文書学者の訪び或る記 永島福太郎先生卒寿祝賀会 2002.12
- 初期茶道史覚書ノート 淡交社 2003.3 (茶道文化論集 続々)
- 中世畿内における都市の発達 思文閣出版 2004.10

## 編著
- 保井家古文書目録 大和史学会 1940
- 大和古文書聚英 奈良県図書館協会 1942
- 春日社記録 春日大社 1955-70
- 茶道古典全集　天王寺屋会記　淡交新社、1959
- 入門日本史 阿部真琴,井上薫共編 吉川弘文館 1964-65
- 奈良春日野 大仏次郎共著 淡交社 1968
- 園太暦 巻4 洞院公賢 岩橋小弥太,村田正志と校訂 続群書類従完成会 1971
- 三木金物問屋史料 思文閣出版 1978.3
- 茶道辞典 井口海仙と監修 淡交社 1979.4
- 春日大社文書 全6巻 春日大社 1981-86

## 記念論集
- 日本歴史の構造と展開 / 永島福太郎先生退職記念会 山川出版社 1983.1

## 参考
- http://bookweb.kinokuniya.co.jp/htm/478421206X.html
- 西山克「永島福太郎氏の訃(学界消息)」『日本歴史』第727号、吉川弘文館、2008年、138頁。